# Shorea polyandra
Shorea polyandra är en tvåhjärtbladig växtart som beskrevs av Peter Shaw Ashton. Shorea polyandra ingår i släktet Shorea och familjen Dipterocarpaceae. Inga underarter finns listade i Catalogue of Life.